# SingStar (PlayStation 3)
SingStar es un juego que mezcla el karaoke y la competición para PlayStation 3 y es la continuación después de la larga saga publicada para PS2. SingStar es un juego desarrollado por SCE London Studio y publicado por Sony Computer Entertainment.

## Listas de canciones
Durante la presentación del juego fueron mostradas varias canciones que no han sido incluidas en la lista final de canciones del juego, pero seguramente acabarán, sino lo han hecho ya, apareciendo en la SingStore.
- Avril Lavigne - Complicated
- Coldplay - Speed Of Sound
- Culture Club - Karma Chameleon
- Franz Ferdinand - Do You Want To
- Soft Cell - Tainted Love
- The Darkness - I Believe In A Thing Called Love

Además de la presentación, se lanzó una lista provisional de canciones de las cuales finalmente no fueron incluidas:
- David Bowie - Let's Dance
- Franz Ferdinand - Do You Want To
- Pixies - Here Comes Your Man
- Queens of the Stone Age - Go With The Flow

### Listas
El juego, excepto en algunos países, se vende en dos versiones: La internacional y la regional. La primera es la que se vende en Inglaterra, de donde procede el juego, y todas sus canciones son en inglés. Por otro lado, la regional, es la típica adaptación de canciones que se ha hecho en España como en anteriores versiones, cambiando algunas en inglés por otros títulos en español. En España es posible adquirir este título tanto la versión internacional como la regional.
| SingStar PS3                    |                             |
| The Automatic                   | "Monster"                   |
| Blink 182                       | "All the Small Things"      |
| Blur                            | "Coffee & TV"               |
| Britney Spears                  | "Toxic"                     |
| The Cardigans                   | "Lovefool"                  |
| Coldplay                        | "Fix You"                   |
| The Fratellis                   | "Chelsea Dagger"            |
| Gorillaz                        | "Feel Good Inc."            |
| Gwen Stefani                    | "Cool"                      |
| Junior Senior                   | "Move Your Feet"            |
| The Killers                     | "Mr. Brightside"            |
| Macy Gray                       | "I Try"                     |
| Musical Youth                   | "Pass the Dutchie"          |
| Ne-Yo                           | "So Sick"                   |
| Orson                           | "No Tomorrow"               |
| OutKast                         | "Hey Ya!"                   |
| Primal Scream                   | "Movin' On Up"              |
| Pussycat Dolls                  | "Beep"                      |
| Radiohead                       | "No Surprises"              |
| Razorlight                      | "America"                   |
| R.E.M.                          | "Losing My Religion"        |
| Robbie Williams y Nicole Kidman | "Somethin' Stupid"          |
| Scissor Sisters                 | "I Don't Feel Like Dancin'" |
| The Stone Roses                 | "She Bangs The Drums"       |
| Supergrass                      | "Alright"                   |
| Twisted Sister                  | "We're Not Gonna Take It"   |
| U2                              | "Beautiful Day"             |
| Weezer                          | "Buddy Holly"               |
| Wolfmother                      | "Love Train"                |
| The Zutons                      | "Valerie"                   |

| Lista española               | Lista española                     | Lista española                             |
| Artista                      | Canción                            | Canción Sustituida                         |
| ---------------------------- | ---------------------------------- | ------------------------------------------ |
| SingStar PS3                 |                                    |                                            |
| Alejandro Sanz               | "Corazón partío"                   | The Automatic - "Monster"                  |
| Ana Torroja                  | "No me canso"                      | Blur - "Coffee & TV"                       |
| Andrés Calamaro              | "Estadio Azteca"                   | The Fratellis - "Chelsea Dagger"           |
| Chambao                      | "Pokito a poko"                    | Gorillaz - "Feel Good Inc."                |
| Deluxe                       | "Que no"                           | Gwen Stefani - "Cool"                      |
| El Canto del Loco            | "Ya nada volverá a ser como antes" | Junior Senior - "Move Your Feet"           |
| Fangoria                     | "No sé qué me das"                 | Macy Gray - "I Try"                        |
| Fito y Fitipaldis            | "Soldadito marinero"               | Musical Youth - "Pass The Dutchie"         |
| Iván Ferreiro                | "Turnedo"                          | Ne-Yo - "So Sick"                          |
| Joaquín Sabina               | "19 días y 500 noches"             | Orson - "No Tomorrow"                      |
| Loquillo y Trogloditas       | "Feo, fuerte y formal"             | Primal Scream - "Movin' On Up"             |
| M-Clan                       | "Quédate a dormir"                 | Pussycat Dolls - "Beep"                    |
| Miguel Bosé con Rafa Sánchez | "Manos vacías"                     | Razorlight - "America"                     |
| Mikel Erentxun               | "Mañana"                           | The Stone Roses - "She Bangs The Drums"    |
| Pastora                      | "Lola"                             | Twisted Sister - "We're Not Gonna Take It" |
| Pereza                       | "Si quieres bailamos"              | U2 - "Beautiful Day"                       |
| Rosana                       | "El Talismán"                      | Wolfmother - "Love Train"                  |
| Rosario                      | "Qué bonito"                       | The Zutons - "Valerie"                     |

| Lista americana       | Lista americana          | Lista americana                                        |
| Artista               | Canción                  | Canción Sustituida                                     |
| --------------------- | ------------------------ | ------------------------------------------------------ |
| SingStar PS3          |                          |                                                        |
| Amy Winehouse         | "Back To Black"          | Blur - "Coffe & TV"                                    |
| Beck                  | "Loser"                  | Coldplay - "Fix You"                                   |
| Blind Melon           | "No Rain"                | The Fratellis - "Chelsea Dagger"                       |
| Coldplay              | "Clocks"                 | Gorillaz - "Feel Good Inc."                            |
| Corinne Bailey Rae    | "Put Your Records On"    | Gwen Stefani - "Cool"                                  |
| Dave Matthews Band    | "Crash Into Me"          | Junior Senior - "Move Your Feet"                       |
| David Bowie           | "Let's Dance"            | Macy Gray - "I Try"                                    |
| Faith No More         | "Epic"                   | Musical Youth - "Pass The Dutchie"                     |
| Franz Ferdinand       | "Do You Want To?"        | Orson - "No Tomorrow"                                  |
| Jane's Addiction      | "Been Caught Stealing"   | Primal Scream - "Movin' On Up"                         |
| New Found Glory       | "My Friends Over You"    | Razorlight - "America"                                 |
| Pixies                | "Here Comes Your Man"    | Robbie Williams and Nicole Kidman - "Somethin' Stupid" |
| The Ramones           | "I Wanna Be Sedated"     | The Stone Roses - "She Bangs The Drums"                |
| The Rolling Stones    | "Sympathy For The Devil" | Supergrass - "Alright"                                 |
| The Smashing Pumpkins | "Today"                  | Twisted Sister - "We're Not Gonna Take It"             |
| Warrant               | "Cherry Pie"             | The Zutons - "Valerie"                                 |

- Amy Winehouse - Back To Black ya fue incluida en SingStar R&B
- Corinne Bailey Rae - Put Your Records On ya fue incluida en la versión internacional de SingStar Pop Hits
- David Bowie - Let's Dance ya fue incluida en SingStar Summer Party y fue una canción candidata para la versión internacional de SingStar PS3
- Franz Ferdinand - Do You Want To? ya fue incluida en la versión internacional de SingStar Rocks! y fue una canción candidata para la versión internacional de SingStar PS3
- The Rolling Stones - Sympathy For The Devil ya fue incluida en SingStar Legends
- Pixies - Here Comes Your Man fue una canción candidata para la versión internacional de SingStar PS3

| Lista Francesa       | Lista Francesa           | Lista Francesa                                |
| Artista              | Canción                  | Canción Sustituida                            |
| -------------------- | ------------------------ | --------------------------------------------- |
| SingStar PS3         |                          |                                               |
| Anaïs Croze          | "Mon Cœur Mon Amour"     | The Automatic - "Monster"                     |
| Camille              | "Paris"                  | Blink 182 - "All the Small Things"            |
| Charlotte Gainsbourg | "The Songs That We Sing" | Blur - "Coffee & TV"                          |
| Daft Punk            | "One More Time"          | The Fratellis - "Chelsea Dagger"              |
| Kaolin               | "Partons Vite"           | Musical Youth - "Pass the Dutchie"            |
| Katerine             | "Louxor J'Adore"         | Ne-Yo - "So Sick"                             |
| M                    | "Mama Sam (Live)"        | Orson - "No Tomorrow"                         |
| Najoua Belyzel       | "Gabriel"                | Primal Scream - "Movin' On Up"                |
| Olivia Ruiz          | "La Femme Chocolat"      | Scissor Sisters - "I Don't Feel Like Dancin'" |
| Oxmo Puccino         | "Avoir Des Potes"        | The Stone Roses - "She Bangs The Drums"       |
| Phoenix              | "If I Ever Feel Better"  | Supergrass - "Alright"                        |
| Rose                 | "La Liste"               | Twisted Sister - "We're Not Gonna Take It"    |
| Sinclair             | "A Chaque Seconde"       | Weezer - "Buddy Holly"                        |
| Superbus             | "Butterfly"              | The Zutons - "Valerie"                        |

| Lista Alemana     | Lista Alemana                       | Lista Alemana                           |
| Artista           | Canción                             | Canción Sustituida                      |
| ----------------- | ----------------------------------- | --------------------------------------- |
| SingStar PS3      |                                     |                                         |
| Christina Stürmer | "Nie Genug"                         | The Automatic - "Monster"               |
| Depeche Mode      | "Precious"                          | Blur - "Coffee & TV"                    |
| Fools Garden      | "Lemon Tree"                        | The Fratellis - "Chelsea Dagger"        |
| Lou Bega          | "Mambo No. 5 (A Little Bit Of ...)" | The Killers - "Mr. Brightside"          |
| Nelly Furtado     | "Powerless (Say What You Want)"     | Ne-Yo - "So Sick"                       |
| Reamonn           | "Tonight"                           | Orson - "No Tomorrow"                   |
| Ronan Keating     | "Lovin' Each Day"                   | Primal Scream - "Movin' On Up"          |
| Rosenstolz        | "Auch Im Regen"                     | Radiohead - "No Surprises"              |
| Sarah Connor      | "Bounce"                            | Razorlight - "America"                  |
| Texas Lightning   | "No No Never"                       | The Stone Roses - "She Bangs The Drums" |
| Tokio Hotel       | "Der Letzte Tag"                    | Wolfmother - "Love Train"               |
| US5               | "Maria"                             | The Zutons - '"Valerie"                 |

| Lista Noruega                     | Lista Noruega                       | Lista Noruega                                 |
| Artista                           | Canción                             | Canción Sustituida                            |
| --------------------------------- | ----------------------------------- | --------------------------------------------- |
| SingStar PS3                      |                                     |                                               |
| Aleksander Denstad                | "The Other Side"                    | The Automatic - "Monster"                     |
| Bjørn Eidsvåg & Elvira Nikolaisen | "Floden"                            | Blink 182 - "All the Small Things"            |
| Elvira Nikolaisen                 | "Love I Can't Defend"               | Blur - "Coffee & TV"                          |
| Gaute Ormåsen                     | "Kjærlighet er mer enn forelskelse" | The Fratellis - "Chelsea Dagger"              |
| Kaizers Orchestra                 | "Maestro"                           | Gwen Stefani - "Cool"                         |
| Karpe Diem                        | "Piano"                             | Junior Senior - "Move Your Feet"              |
| Karpe Diem                        | "Show"                              | The Killers - "Mr. Brightside"                |
| Lilyjets                          | "Perfect Picture"                   | Musical Youth - "Pass the Dutchie"            |
| Margaret Berger                   | "Samantha"                          | Ne-Yo - "So Sick"                             |
| Maria Mena                        | "Just Hold Me"                      | Orson - "No Tomorrow"                         |
| Marit Larsen                      | "Don't Save Me"                     | Primal Scream - "Movin' On Up"                |
| Mira Craig                        | "Boogeyman"                         | Scissor Sisters - "I Don't Feel Like Dancin'" |
| Paperboys                         | "Keep It Cool"                      | The Stone Roses - "She Bangs The Drums"       |
| Ravi                              | "Ås to i Osjlo"                     | Weezer - "Buddy Holly"                        |
| Ravi & DJ Løv                     | "E-ore"                             | The Zutons - "Valerie"!                       |

### Canciones disponibles en SingStore
| Catálogo Español                  | Catálogo Español                                     |                                                              |
| Artista                           | Canción                                              | Disponible también en                                        |
| --------------------------------- | ---------------------------------------------------- | ------------------------------------------------------------ |
| ANGY-SOLA EN EL SILENCIO-SINGSTAR |                                                      |                                                              |
| Aerolíneas Federales              | "No Me Beses En Los Labios"                          | Singstar La edad de Oro del pop Español (PS2)                |
| Alaska y Dinarama                 | "A quién le importa"                                 | Singstar La edad de Oro del pop Español (PS2)                |
| Alaska y los Pegamoides           | "Bailando"                                           | Singstar La edad de oro del pop Español(PS2)                 |
| Albano y Romina Power             | "Felicidad"                                          | Singstar Clásicos (PS2)                                      |
| Alejandro Sanz                    | "Corazón Partío"                                     | Singstar Vol. 1 (PS3)                                        |
| Alejandro Sanz                    | "No Es Lo Mismo"                                     | Singstar Party (PS2)                                         |
| Alejandro Sanz                    | "Y, ¿Si Fuera Ella?"                                 | Singstar Latino (PS2)                                        |
| Aleks Syntek con Ana Torroja      | "Duele El Amor"                                      | Singstar Latino (PS2)                                        |
| Álex Ubago                        | "Sin Miedo A Nada"                                   | Singstar Party (PS2)                                         |
| Amaia Montero                     | "4 Segundos"                                         | Singstar Starter Pack y Singstar Dance (PS3)                 |
| Amaia Montero                     | "Quiero Ser"                                         | Singstar Pop 2009 (PS3 Y PS2)                                |
| Amaia Montero                     | "Te Voy A Decir Una Cosa"                            | Exclusivo Singstore                                          |
| Amaral                            | "El Universo Sobre Mí"                               | Singstar Pop (PS2)                                           |
| Amaral                            | "Revolución"                                         | Singstar Rocks! (PS2)                                        |
| Amaral                            | "Sin ti no soy nada "                                | Singstar Pop (PS2)                                           |
| Amistades Peligrosas              | "Estoy Por Ti"                                       | Singstar Pop (PS2)                                           |
| Ana Belén y Víctor Manuel         | "La Puerta de Alcalá"                                | Singstar Clásicos (PS2)                                      |
| Ana Torroja                       | "Los Amantes"                                        | Singstar Pop Hits 40 Principales (PS2)                       |
| Ana Torroja                       | "No Me Canso"                                        | Singstar Vol. 1 (PS3)                                        |
| Ana Torroja                       | "Ya No Te Quiero"                                    | Exclusivo Singstore                                          |
| Andrés Calamaro                   | "Flaca"                                              | Singstar Latino (PS2)                                        |
| Andy y Lucas                      | "Quiéreme"                                           | Singstar Latino (PS2)                                        |
| Antonio Flores                    | "No dudaría"                                         | Singstar La edad de Oro del pop Español (PS2)                |
| Antonio Orozco                    | "Que me queda"                                       | Exclusivo Singstore                                          |
| Azúcar Moreno                     | "Solo Se Vive Una Vez"                               | Singstar (PS2)                                               |
| Barricada                         | "No Hay Tregua"                                      | Singstar Rocks! (PS2)                                        |
| El Barrio                         | "Crónicas De Una Loca"                               | Exclusivo Singstore                                          |
| El Barrio                         | "Pa Madrid"                                          | Exclusivo Singstore                                          |
| Bebe                              | "Ella"                                               | Exclusivo Singstore                                          |
| Bebe                              | "Siempre Me Quedará"                                 | Exclusivo Singstore                                          |
| Belle Pérez                       | "El Mundo Bailando"                                  | Exclusivo Singstore                                          |
| La Buat                           | "Soy Tu Aire"                                        | Exclusivo Singstore                                          |
| Bunbury                           | "Alicia (Expulsada al país de las maravillas)"       | Exclusivo Singstore                                          |
| Bunbury                           | "Canto (El Mismo Dolor)"                             | Exclusivo Singstore                                          |
| Bunbury                           | "Que tengas suerte"                                  | Exclusivo Singstore                                          |
| Burning                           | "¿Qué hace una chica como tú en un sitio como este?" | Singstar La edad de Oro del pop Español (PS2)                |
| Café Quijano                      | "La Lola"                                            | Singstar Party (PS2)                                         |
| Café Quijano                      | "Nada de Ná"                                         | Singstar Latino (PS2)                                        |
| Cecilia                           | "Dama, Dama"                                         | Singstar Clásicos (PS2)                                      |
| Chambao                           | "Ahí Estás Tú"                                       | Exclusivo Singstore                                          |
| Chambao                           | "Pokito A Poko"                                      | Singstar Vol. 1 (PS3)                                        |
| Chambao                           | "Papeles Mojados"                                    | Singstar Vol. 2 (PS3)                                        |
| Chayanne                          | "Caprichosa"                                         | Exclusivo Singstore                                          |
| Chayanne                          | "Torero"                                             | Singstar Dance (PS3)                                         |
| Chenoa                            | "Cuando Tu Vas"                                      | Singstar Latino (PS2)                                        |
| Los Chunguitos                    | "Ay que dolor"                                       | Singstar Clásicos (PS2)                                      |
| Conchita                          | "Nada Que Perder"                                    | Singstar Latino (PS2)                                        |
| Conchita                          | "Tres Segundos"                                      | Singstar Vol.3 (PS3)                                         |
| Coti                              | "Antes que ver el Sol"                               | Singstar Vol.3 (PS3)                                         |
| Danza Invisible                   | "Sabor de amor"                                      | Singstar La edad de Oro del pop Español (PS2)                |
| David Civera                      | "Bye Bye"                                            | Singstar (PS2)                                               |
| Dúo Dinámico                      | "Quisiera Ser"                                       | Singstar Clásicos (PS2)                                      |
| Los Delincuentes                  | "La Primavera Trompetera"                            | Singstar Vol. 1 (PS3)                                        |
| Los Delincuentes                  | "Somos"                                              | Exclusivo Singstore                                          |
| Los Delincuentes y Bebe           | "Después"                                            | Exclusivo Singstore                                          |
| Deluxe                            | "Que No"                                             | Singstar Vol. 1 (PS3)                                        |
| Dinamita pa' los Pollos           | "Purita Dinamita"                                    | Singstar La edad de Oro del pop Español (PS2)                |
| Duncan Dhu                        | "Cien gaviotas"                                      | Singstar La edad de Oro del pop Español (PS2)                |
| Duncan Dhu                        | "En algún lugar"                                     | Singstar Party (PS2) Y Singstar Guitar (PS3)                 |
| Edurne                            | "Amores Dormidos"                                    | Singstar Pop Hits 40 Principales (PS2)                       |
| Elefantes                         | "Que yo no lo sabía"                                 | Singstar Pop (PS2)                                           |
| Ella Baila Sola                   | "Amores de barra"                                    | Singstar Vol. 2 (PS3)                                        |
| Ella Baila Sola                   | "Cuando los sapos bailen flamenco"                   | Singstar Pop (PS2)                                           |
| Ella Baila Sola                   | "Lo echamos a suertes"                               | Singstar Pop (PS2)                                           |
| El Arrebato                       | "Búscate Un Hombre Que Te Quiera"                    | Singstar Pop (PS2)                                           |
| El Arrebato                       | "Dame Cariño"                                        | Singstar Pop 2009(PS3 Y PS2)                                 |
| El Arrebato                       | "Duele"                                              | Singstar Pop Hits 40 Principales(PS2)                        |
| El Arrebato                       | "Una Noche Con Arte"                                 | Singstar Pop (PS2)                                           |
| El Canto del Loco                 | "Besos"                                              | Singstar Rocks! (PS2)                                        |
| El Canto del Loco                 | "Ya Nada Volverá A Ser Como Antes"                   | Singstar Vol. 1 (PS3)                                        |
| El Fary                           | "El Toro Guapo"                                      | Singstar Clásicos (PS2)                                      |
| El Sueño De Morfeo                | "Para Toda La Vida"                                  | Singstar Latino (PS2)                                        |
| Estopa                            | "Como Camarón"                                       | Exclusivo Singstore                                          |
| Estopa                            | "Tragicomedia"                                       | Exclusivo Singstore                                          |
| Estopa                            | La raja de tu falda                                  | Singstar Pop 2009 (PS2 y PS3)                                |
| Ejecutivos Agresivos              | "Mari Pili"                                          | Singstar La edad de Oro del pop Español (PS2)                |
| Extremoduro                       | "So Payaso"                                          | Singstar Rocks! (PS2)                                        |
| Fangoria                          | "Retorciendo Palabras"                               | Singstar Party (PS2)                                         |
| Fangoria                          | "No Sé Qué Me Das"                                   | Singstar Vol. 1(PS3)                                         |
| Fito y Fitipaldis                 | "La Casa por el tejado"                              | Singstar Rocks! (PS2)                                        |
| Fito y Fitipaldis                 | "Soldadito Marinero"                                 | Singstar Vol. 1                                              |
| Fran Perea                        | "Uno más uno son siete"                              | Singstar Party (PS2)                                         |
| La Frontera                       | "El límite"                                          | Singstar La Edad de Oro del Pop Español (PS2)                |
| Gabinete Caligari                 | "El calor del amor en un bar"                        | Singstar La edad de Oro del pop Español (PS2)                |
| Gabinete Caligari                 | "La culpa fue del cha-cha-cha"                       | Singstar Pop (PS2)                                           |
| Gloria Estefan                    | "Hoy"                                                | Singstar (PS2)                                               |
| Guaraná                           | "Noche En Vela"                                      | Singstar (PS2)                                               |
| Hamlet                            | "Antes y Después"                                    | Singstar Rocks! (PS2)                                        |
| Héroes del Silencio               | "Iberia Sumergida"                                   | Singstar Pop (PS2)                                           |
| Héroes del Silencio               | "La Chispa Adecuada"                                 | Singstar Vol. 3 (PS3)                                        |
| Héroes del Silencio               | "La Herida"                                          | Exclusivo Singstore                                          |
| Héroes del Silencio               | "Maldito Duende"                                     | Singstar Rocks!(PS2)                                         |
| Héroes del Silencio               | "Mar adentro"                                        | Singstar Pop (PS2)                                           |
| Hombres G                         | "Devuelveme A Mi Chica"                              | Singstar La edad de Oro del pop Español (PS2)                |
| Hombres G                         | "Lo Noto"                                            | Singstar (PS2)                                               |
| Hombres G                         | "No Te Escaparás"                                    | Singstar (PS2)                                               |
| Ilsa                              | "La Sonrisa de la Luna"                              | Exclusivo Singstore                                          |
| Il Divo                           | "Unbreak My Heart"                                   | Exclusivo Singstore                                          |
| Il Divo                           | "The power of Love"                                  | Exclusivo Singstore                                          |
| Il Divo                           | "All By Myself (Solo Otra Vez)"                      | Exclusivo Singstore                                          |
| Iván Ferreiro                     | "Turnedo"                                            | Singstar Vol. 1 (PS3)                                        |
| Jarabe de Palo                    | "Depende"                                            | Exclusivo Singstore                                          |
| Jarabe de Palo                    | "La Flaca"                                           | Singstar Pop (PS2)                                           |
| Jarabe de Palo                    | "Ying Yang"                                          | Singstar Party (PS2)                                         |
| Jeanette                          | "Soy Rebelde"                                        | Singstar Clásicos (PS2)                                      |
| Joaquín Sabina                    | "19 Días y 500 Noches"                               | Singstar Vol. 1(PS3)                                         |
| Joaquín Sabina                    | "El Blues De Lo Que Pasa Por Mi Escalera"            | Singstar Rocks! (PS2)                                        |
| Joaquín Sabina                    | "Y nos dieron las diez"                              | Singstar Latino (PS2)                                        |
| José Luis Perales                 | "Un Velero Llamado Libertad"                         | Singstar Clásicos (PS2)                                      |
| Karina                            | "El baúl de los recuerdos"                           | Singstar Clásicos (PS2)                                      |
| Ketama                            | "Tú Volverás"                                        | Singstar Party (PS2)                                         |
| Kiko y Sara                       | "Puede Ser"                                          | Exclusivo Singstore                                          |
| Kiko y Sara                       | "Y Yo Quería"                                        | Exclusivo Singstore                                          |
| La Guardia                        | "Cuando brille el sol"                               | Singstar La edad de Oro del pop Español (PS2)                |
| Loquillo Y Trogloditas            | "[Cadillac solitario]"                               | Singstar Pop (PS2)                                           |
| Loquillo y Trogloditas            | "El rompeolas"                                       | Singstar La edad de Oro del pop Español (PS2)                |
| Loquillo Y Trogloditas            | "Feo Fuerte y Formal"                                | Singstar Vol. 1 (PS3)                                        |
| Loquillo Y Trogloditas            | "Ritmo del Garaje"                                   | Singstar Rocks! (PS2)                                        |
| Lola Flores                       | "Pena, penita, pena"                                 | Singstar Clásicos (PS2)                                      |
| Luis Fonsi                        | "No Me Doy Por Vencido"                              | Exclusivo Singstore                                          |
| Los Nikis                         | "El imperio contraataca"                             | Singstar La edad de Oro del pop Español (PS2)                |
| Los Secretos                      | "Déjame"                                             | Singstar La edad de Oro del pop Español (PS2)                |
| Malú                              | "Toda"                                               | Singstar Pop Hits 40 Principales Y Singstar Dance(PS2 y PS3) |
| Marcela Morenol                   | "Corazón Salvaje"                                    | Singstar Latino (PS2)                                        |
| María Isabel                      | "Los Payos"                                          | Singstar Clásicos (PS2)                                      |
| Marta Sánchez                     | "Desesperada"                                        | Singstar Party (PS2)                                         |
| Marta Sánchez                     | "Soy Yo"                                             | Exclusivo Singstore                                          |
| M-Clan                            | "Carolina"                                           | Singstar Party (PS2)                                         |
| M-Clan                            | "Miedo"                                              | Singstar Latino (PS2)                                        |
| Macaco                            | "Con La Mano Levantá"                                | Singstar Vol. 3 (PS3)                                        |
| Macaco                            | "Tengo"                                              | Singstar Dance (PS3)                                         |
| Macaco                            | "Sideral"                                            | Exclusivo Singstore                                          |
| Mägo de Oz                        | "La Costa Del Silencio"                              | Singstar Rocks! (PS2)                                        |
| Massiel                           | "La La La"                                           | Singstar Clásicos (PS2)                                      |
| Medina Azahara                    | "Necesito Respirar"                                  | Singstar Rocks! (PS2)                                        |
| Melendi                           | "Caminando Por La Vida"                              | Singstar Pop (PS2)                                           |
| Melendi                           | "Con La Luna Llena"                                  | Singstar Pop (PS2)                                           |
| Melendi                           | "Con Solo Una Sonrisa"                               | Singstar Summer Party (PS2)                                  |
| Melendi                           | "Hablando En Plata"                                  | Singstar Pop (PS2)                                           |
| Melendi                           | "Kisiera Yo Saber"                                   | Singstar Pop Hits 40 Principales (PS2)                       |
| Melendi                           | "Novia A La Fuga"                                    | Exclusivo Singstore                                          |
| Melocos                           | "Cada Golpe"                                         | Exclusivo Singstore                                          |
| Melocos                           | "Fuiste Tú"                                          | Exclusivo Singstore                                          |
| Melocos                           | "Somos"                                              | Exclusivo Singstore                                          |
| Melocos con Natalia Jiménez       | "Cuando Me Vaya"                                     | Singstar Vol. 3 (PS3)                                        |
| Melón Diésel                      | "Contracorriente"                                    | Exclusivo Singstore                                          |
| Merche                            | "Bombón"                                             | Singstar Pop Hits 40 Principales                             |
| Miguel Bosé                       | "Morena Mía"                                         | Singstar Latino (PS2)                                        |
| Miguel Bosé con Rafa Sánchez      | "Manos Vacías"                                       | Singstar Vol. 1 (PS3)                                        |
| Miguel Ríos                       | "Manos Vacías"                                       | Singstar Party (PS2)                                         |
| Mikel Erentxun                    | "Mañana"                                             | Singstar Vol. 1 (PS3)                                        |
| Mocedades                         | "Eres tú"                                            | Singstar Clásicos (PS2)                                      |
| Mürfila                           | "Loko"                                               | Singstar Party (PS2)                                         |
| Nacha Pop                         | "Vístete"                                            | Singstar La Edad de Oro del Pop Español (PS2)                |
| Natalia Lafourcade                | "En el 2000"                                         | Singstar (PS2)                                               |
| Navajita Plateá                   | "Frío Sin Ti"                                        | Singstar Pop (PS2)                                           |
| Navajita Plateá                   | "Noches de Bohemia"                                  | Singstar Pop (PS2)                                           |
| Nena Daconte                      | "¿En Que Estrella Estará?"                           | Singstar Pop Hits 40 Principales (PS2)                       |
| Niña Pastori                      | "¿De Boca en Boca"                                   | Exclusivo Singstore                                          |
| Las Niñas                         | "Ojú!"                                               | Singstar Pop (PS2)                                           |
| La Oreja de Van Gogh              | "20 de enero"                                        | Singstar (PS2)                                               |
| La Oreja de Van Gogh              | "Cuídate"                                            | Singstar Vol. 3                                              |
| La Oreja de Van Gogh              | "Dile al sol"                                        | Exclusivo Singstore                                          |
| La Oreja de Van Gogh              | "Dulce locura"                                       | Singstar Pop hits 40 principales(PS2)                        |
| La Oreja de Van Gogh              | "El último vals"                                     | Singstar Pop 2009(PS3 Y PS2)                                 |
| La Oreja de Van Gogh              | "Geografía"                                          | Exclusivo Singstore                                          |
| La Oreja de Van Gogh              | "Inmortal"                                           | Exclusivo Singstore                                          |
| La Oreja de Van Gogh              | "Muñeca de trapo"                                    | Singstar Latino (PS2)                                        |
| La Oreja de Van Gogh              | "Puedes contar conmigo"                              | Singstar (PS2)                                               |
| La Oreja de Van Gogh              | "Rosas"                                              | Singstar Party (PS2)                                         |
| La Oreja de Van Gogh              | "Soñaré"                                             | Exclusivo Singstore                                          |
| Nino Bravo                        | "Un Beso y una Flor"                                 | Singstar Party (PS2)                                         |
| Paloma San Basilio                | "Juntos"                                             | Singstar Clásicos (PS2)                                      |
| Pastora                           | "Lola"                                               | Singstar Dance (PS3)                                         |
| Pastora Soler                     | "Dámelo Ya"                                          | Singstar Pop (PS2)                                           |
| Patricia Manterola                | "Que El Ritmo No Pare"                               | Singstar Latino (PS2)                                        |
| Paulina Rubio                     | "Causa y Efecto"                                     | Singstar Dance (PS3)                                         |
| Paulina Rubio                     | "Y Yo sigo aquí"                                     | Singstar Latino (PS2)                                        |
| Polansky Y El Ardor               | "Ataque Preventivo De La URSS"                       | Singstar La Edad de Oro del Pop Español (PS2)                |
| Porretas                          | "Pongamos Que Hablo De Madrid"                       | Singstar Rocks! (PS2)                                        |
| Pereza                            | "Como lo Tienes Tú"                                  | Singstar Latino (PS2)                                        |
| Pereza                            | "Lady Madrid"                                        | Exclusivo Singstore                                          |
| Pereza                            | "Pienso En Aquella Tarde"                            | Singstar Rocks! (PS2)                                        |
| Pereza                            | "Si Quieres Bailamos"                                | Singstar Vol. 1 (PS3)                                        |
| Presuntos Implicados              | "Cómo hemos cambiado"                                | Singstar Party (PS2)                                         |
| Los Piratas                       | "Promesas Que No Valen Nada"                         | Singstar Rocks! (PS2)                                        |
| Los Ronaldos                      | "Adiós papa"                                         | Singstar La edad de Oro del pop Español (PS2)                |
| Los Ronaldos                      | "Idiota"                                             | Singstar Pop (PS2)                                           |
| Los Rebeldes                      | "Mediterráneo"                                       | Singstar La edad de Oro del pop Español (PS2)                |
| Los Rodgíguez                     | "Palabras Más, Palabras Menos"                       | Singstar Rocks! (PS2)                                        |
| Los Rodgíguez                     | "Sin Documentos"                                     | Singstar (PS2)                                               |
| Raffaella Carrá                   | "Que Dolor"                                          | Singstar Clásicos (PS2)                                      |
| The Refrescos                     | "Aquí no hay playa"                                  | Singstar La Edad de Oro del Pop Español                      |
| Revólver                          | "Si es tan solo amor"                                | Singstar Party (PS2)                                         |
| Rocío Jurado                      | "Como una ola"                                       | Singstar Clásicos (PS2)                                      |
| Rosario                           | "Mi Gato"                                            | Singstar (PS2)                                               |
| Rosendo                           | "Vaya Ejemplar De Primavera"                         | Singstar Rocks! (PS2)                                        |
| Roser                             | "Quiero Besarte"                                     | Singstar Party (PS2)                                         |
| Saratoga                          | "Perro Traidor"                                      | Exclusivo Singstore                                          |
| Seguridad Social                  | "Chiquilla"                                          | Singstar Party (PS2)                                         |
| Seguridad Social                  | "Quiero tener tu presencia"                          | Singstar Rocks! (PS2)                                        |
| Los Sencillos                     | "Bonito Es"                                          | Singstar Pop 2009 (PS2 y PS3)                                |
| Sôber                             | "Arrepentido"                                        | Singstar Rocks! (PS2)                                        |
| Las Supremas de Móstoles          | "Eres Un Enfermo"                                    | Singstar Pop (PS2)                                           |
| Sidonie                           | "Los Olvidados"                                      | Exclusivo Singstore                                          |
| Tam Tam Go!                       | "Atrapados En La Red"                                | Singstar Summer Party(PS2)                                   |
| Tam Tam Go!                       | "Espaldas Mojadas"                                   | Exclusivo Singstore                                          |
| Tam Tam Go!                       | "Manuel Raquel"                                      | Singstar La edad de oro del pop Español(PS2)                 |
| Toreros Muertos                   | "Mi agüita amarilla"                                 | Singstar Latino (PS2)                                        |
| Tino Casal                        | "Embrujada"                                          | Singstar La edad de oro del pop Español(PS2)                 |
| Zahara                            | "Merezco"                                            | Exclusivo Singstore                                          |
| Zenttric                          | "Solo quiero bailar"                                 | Singstar Dance (PS3)                                         |
| Zombies                           | "Groenlandia"                                        | Singstar La edad de oro del pop Español(PS2)                 |

| Catálogo Inglés                  | Catálogo Inglés                                       | Catálogo Inglés |
| Artista                          | Canción                                               |                 |
| -------------------------------- | ----------------------------------------------------- | --------------- |
| SingStar PS3                     |                                                       |                 |
| A-ha                             | "Hunting High And Low"                                |                 |
| A-ha                             | "I've Been Losing You"                                |                 |
| A-ha                             | "The Sun Always Shines On TV"                         |                 |
| A-ha                             | "Take on Me"                                          |                 |
| Alice Cooper                     | "Poison"                                              |                 |
| Alison Moyet                     | "All Cried Out"                                       |                 |
| All Saints                       | "Never Ever"                                          |                 |
| Alphabeat                        | "Fantastic 6"                                         |                 |
| Andreas Johnson                  | "Glorious"                                            |                 |
| Arrested Development             | "Tennessee"                                           |                 |
| Ash                              | "Girl From Mars"                                      |                 |
| Ash                              | "Goldfinger"                                          |                 |
| Ash                              | "Kung Fu"                                             |                 |
| Ash                              | "Shining Light"                                       |                 |
| Aslan                            | "This Is"                                             |                 |
| Augie March                      | "One Crowded Hour"                                    |                 |
| Avril Lavigne                    | "Complicated"                                         |                 |
| Avril Lavigne                    | "I'm with You"                                        |                 |
| Avril Lavigne                    | "My Happy Ending"                                     |                 |
| Bananarama                       | "Venus"                                               |                 |
| The Beach Boys                   | "Good Vibrations"                                     |                 |
| The Bees                         | "Chicken Payback"                                     |                 |
| Belinda Carlisle                 | "Heaven Is a Place on Earth"                          |                 |
| Beth Orton                       | "She Cries Your Name"                                 |                 |
| Big Brovaz                       | "Nu-Flow"                                             |                 |
| Billy Joel                       | "I Go To Extremes"                                    |                 |
| Billy Joel                       | "Just The Way You Are"                                |                 |
| Billy Joel                       | "Piano Man"                                           |                 |
| Billy Joel                       | "Uptown Girl"                                         |                 |
| Billy Joel                       | "We Didn't Start The Fire"                            |                 |
| Billy Ocean                      | "Caribbean Queen"                                     |                 |
| Blind Melon                      | "No Rain"                                             |                 |
| Bloc Party                       | "Banquet"                                             |                 |
| Blondie                          | "Atomic"                                              |                 |
| Blondie                          | "Hanging on the Telephone"                            |                 |
| Blondie                          | "Heart of Glass"                                      |                 |
| Blu Cantrell                     | "Hit 'em Up Style (Oops!)"                            |                 |
| Blur                             | "End of a Century"                                    |                 |
| Blur                             | "Girls & Boys"                                        |                 |
| Blur                             | "Parklife"                                            |                 |
| Blur                             | "She's So High"                                       |                 |
| Blur                             | "Song 2"                                              |                 |
| Blur                             | "The Universal"                                       |                 |
| Blur                             | "To the End"                                          |                 |
| Bonnie Tyler                     | "Total Eclipse Of The Heart"                          |                 |
| Brian Ferry                      | "Let's Stick Together"                                |                 |
| Britney Spears                   | "Baby One More Time"                                  |                 |
| Buzzcocks                        | "Ever Fallen in Love (With Someone You Shouldn't've)" |                 |
| CartelCartel                     | "Honestly"                                            |                 |
| Cartel                           | "Lose It"                                             |                 |
| The Clash                        | "Should I Stay Or Should I Go"                        |                 |
| Coldplay                         | "Shiver"                                              |                 |
| Coldplay                         | "Speed Of Sound"                                      |                 |
| Coldplay                         | "The Scientist"                                       |                 |
| Coldplay                         | "Yellow"                                              |                 |
| The Coral                        | "Dreaming Of You"                                     |                 |
| The Coral                        | "Pass It On"                                          |                 |
| Corinne Bailey Rae               | "Like a Star"                                         |                 |
| Crash Test Dummies               | "Mmm Mmm Mmm Mmm"                                     |                 |
| The Creeps                       | "Ooh I Like It!"                                      |                 |
| Culture Club                     | "Do You Really Want To Hurt Me?"                      |                 |
| Cutting Crew                     | "(I Just) Died in Your Arms"                          |                 |
| Cyndi Lauper                     | "Girls Just Want to Have Fun"                         |                 |
| The Dandy Warhols                | "Bohemian Like You"                                   |                 |
| Daniel Lindström                 | "Coming True"                                         |                 |
| Darin                            | "Money For Nothing"                                   |                 |
| The Darkness                     | "I Believe In A Thing Called Love"                    |                 |
| David Bowie                      | "Heroes"                                              |                 |
| David Bowie                      | "Let's Dance"                                         |                 |
| David Bowie                      | "Life on Mars?"                                       |                 |
| Delta Goodrem                    | "Born to Try"                                         |                 |
| Depeche Mode                     | "Enjoy The Silence"                                   |                 |
| Depeche Mode                     | "Shake The Disease"                                   |                 |
| Divinyls                         | "I Touch Myself"                                      |                 |
| DJ Jazzy Jeff & The Fresh Prince | "Summertime"                                          |                 |
| Don McLean                       | "American Pie"                                        |                 |
| Doves                            | "Black and White Town"                                |                 |
| Dragon                           | "April Sun In Cuba"                                   |                 |
| Duran Duran                      | "Hungry Like the Wolf"                                |                 |
| Duran Duran                      | "Is There Something I Should Know"                    |                 |
| Duran Duran                      | "Rio"                                                 |                 |
| Duran Duran                      | "The Reflex"                                          |                 |
| Duran Duran                      | "Union Of The Snake"                                  |                 |
| Editors                          | "Smokers Outside the Hospital Doors"                  |                 |
| Editors                          | "Múnich"                                              |                 |
| Elvira Nickolaisen               | "Egypt Song"                                          |                 |
| Elvis Presley                    | "Suspicious Minds"                                    |                 |
| En Vogue                         | "Free Your Mind"                                      |                 |
| End Of Fashion                   | "Oh Yeah"                                             |                 |
| Erasure                          | "A Little Respect"                                    |                 |
| Erik Faber                       | "Not Over"                                            |                 |
| Europe                           | "The Final Countdown"                                 |                 |
| Fairground Attraction            | "Perfect"                                             |                 |
| Faith No More                    | "Easy"                                                |                 |
| Feeder                           | "Buck Rogers"                                         |                 |
| Five                             | "Keep On Movin'"                                      |                 |
| The Flaming Lips                 | "Yeah Yeah Yeah Song"                                 |                 |
| The Fray                         | "Over My Head (Cable Car)"                            |                 |
| The Fray                         | "How to Save a Life"                                  |                 |
| Golden Earring                   | "Radar Love"                                          |                 |
| Good Charlotte                   | "I Just Wanna Live"                                   |                 |
| Graham Coxon                     | "Standing on My Own Again"                            |                 |
| Graham Coxon                     | "You And I"                                           |                 |
| Guano Apes                       | "You Can’t Stop Me"                                   |                 |
| Hard-Fi                          | "Hard to Beat"                                        |                 |
| Hawkwind                         | "Silver Machine"                                      |                 |
| The Hives                        | "Hate To Say I Told You So"                           |                 |
| The Hives                        | "Main Offender"                                       |                 |
| The Hoosiers                     | "Cops and Robbers"                                    |                 |
| The Hoosiers                     | "Goodbye Mr A"                                        |                 |
| Idlewild                         | "Love Steals Us from Loneliness"                      |                 |
| Idlewild                         | "You Held the World in Your Arms"                     |                 |
| Jamelia                          | "Superstar"                                           |                 |
| Jamelia                          | "Stop"                                                |                 |
| James Dean Bradfield             | "That's No Way to Tell a Lie"                         |                 |
| Jamiroquai                       | "Cosmic Girl"                                         |                 |
| Jamiroquai                       | "Deeper Underground"                                  |                 |
| Jill Johnson                     | "Crazy In Love"                                       |                 |
| Joy División                     | "Love Will Tear Us Apart"                             |                 |
| KT Tunstall                      | "Black Horse and the Cherry Tree"                     |                 |
| KT Tunstall                      | "Suddenly I See"                                      |                 |
| Kasabian                         | "Club Foot"                                           |                 |
| Kasabian                         | "L.S.F."                                              |                 |
| Katrina and the Waves            | "Walking on Sunshine"                                 |                 |
| Kine                             | "In The Air Tonight"                                  |                 |
| Lemar                            | "It's Not That Easy"                                  |                 |
| Len                              | "Steal My Sunshine"                                   |                 |
| Lightning Seeds                  | "Three Lions"                                         |                 |
| Lordi                            | "Hard Rock Hallelujah"                                |                 |
| Manic Street Preachers           | "A Design for Life"                                   |                 |
| Manic Street Preachers           | "Everything Must Go"                                  |                 |
| Manic Street Preachers           | "La Tristesse Durera (Scream to a Sigh)"              |                 |
| Maria Mena                       | "My Lullaby"                                          |                 |
| Maria Mena                       | "You're The Only One"                                 |                 |
| Marillion                        | "Incommunicado"                                       |                 |
| Marillion                        | "Kayleigh"                                            |                 |
| Mark Medlock                     | "Now Or Never"                                        |                 |
| Mark Medlock & Dieter Bohlen     | "You Can Get It"                                      |                 |
| Maxïmo Park                      | "Apply Some Pressure"                                 |                 |
| Maxïmo Park                      | "Books From Boxes"                                    |                 |
| Maxïmo Park                      | "Girls Who Play Guitars"                              |                 |
| Maxïmo Park                      | "Graffiti"                                            |                 |
| Maxïmo Park                      | "Going Missing"                                       |                 |
| Maxïmo Park                      | "I Want You To Stay"                                  |                 |
| Maxïmo Park                      | "The Coast Is Always Changing"                        |                 |
| MC Hammer                        | "U Can't Touch This"                                  |                 |
| Mel & Kim                        | "Respectable"                                         |                 |
| Men at Work                      | "Down Under"                                          |                 |
| Mercury Rev                      | "Goddess on a Hiway"                                  |                 |
| Meredith Brooks                  | "Bitch"                                               |                 |
| Moloko                           | Sing It Back                                          |                 |
| The Monkees                      | "Daydream Believer"                                   |                 |
| Mr Big                           | "To Be With You"                                      |                 |
| Natalie Imbruglia                | "Torn"                                                |                 |
| Nena                             | "99 Red Balloons"                                     |                 |
| Opus X                           | "Loving You Girl"                                     |                 |
| Paddy Casey                      | "Saints and Sinners"                                  |                 |
| Paddy Casey                      | "Whatever Gets You True"                              |                 |
| Paula Abdul                      | "Opposites Attract"                                   |                 |
| Peabo Bryson & Roberta Flack     | "Tonight I Celebrate My Love"                         |                 |
| Pet Shop Boys                    | "Always on My Mind"                                   |                 |
| Petula Clark                     | "Downtown"                                            |                 |
| Pink                             | "Just Like a Pill"                                    |                 |
| Placebo                          | "Pure Morning"                                        |                 |
| Razorlight                       | "America"                                             |                 |
| Reamonn                          | "Supergirl"                                           |                 |
| R.E.M.                           | Everybody Hurts                                       |                 |
| Roachford                        | "Only To Be With You"                                 |                 |
| Robbie Williams                  | "Let Me Entertain You"                                |                 |
| Robyn                            | "Show me love"                                        |                 |
| Rooster                          | "Come Get Some"                                       |                 |
| Roxy Music                       | "Avalon"                                              |                 |
| Roxy Music                       | "Jealous Guy"                                         |                 |
| Roxy Music                       | "Love Is The Drug"                                    |                 |
| Roy Orbison                      | "Oh Pretty Woman"                                     |                 |
| Roy Orbison                      | "Only The Lonely (Know The Way I Feel)"               |                 |
| Run DMC                          | "It's Tricky"                                         |                 |
| Sade                             | "Smooth Operator"                                     |                 |
| Scouting For Girls               | "Elvis Ain't Dead"                                    |                 |
| Scouting For Girls               | "She's So Lovely"                                     |                 |
| Scouting For Girls               | "Heartbeat"                                           |                 |
| The Screaming Jets               | "Better"                                              |                 |
| Shannon Noll                     | "What About Me"                                       |                 |
| Shocking Blue                    | "Venus"                                               |                 |
| Silverchair                      | "Tomorrow"                                            |                 |
| Sister Sledge                    | "We Are Family"                                       |                 |
| Spice Girls                      | "Wannabe"                                             |                 |
| Spice Girls                      | "Who Do You Think You Are?"                           |                 |
| Spin Doctors                     | "Two Princes"                                         |                 |
| Steps                            | "Deeper Shade of Blue"                                |                 |
| Stereophonics                    | "Dakota"                                              |                 |
| Steriogram                       | "Walkie Talkie Man"                                   |                 |
| Stereophonics                    | "The Bartender And The Thief"                         |                 |
| Supergrass                       | "Pumping on Your Stereo"                              |                 |
| Supergrass                       | "Richard III"                                         |                 |
| Supergrass                       | "Sun Hits the Sky"                                    |                 |
| Take That feat. Lulu             | "Relight My Fire"                                     |                 |
| Ten Sharp                        | "You"                                                 |                 |
| Terence Trent D’Arby             | "Wishing Well"                                        |                 |
| Terence Trent D’Arby             | "If You Let Me Stay"                                  |                 |
| The Thrills                      | "One Horse Town"                                      |                 |
| The Thrills                      | "Santa Cruz (You're Not That Far)"                    |                 |
| Travis                           | "Sing"                                                |                 |
| Trio Rio                         | "New York, Rio, Tokyo"                                |                 |
| UB40                             | "Red Red Wine"                                        |                 |
| The Undertones                   | "Teenage Kicks"                                       |                 |
| The Vines                        | Get Free                                              |                 |
| The Weather Girls                | "It's Raining Men"                                    |                 |
| Westlife                         | "Queen of My Heart"                                   |                 |
| Westlife                         | "World of Our Own"                                    |                 |
| Whitney Houston                  | "Greatest Love of All"                                |                 |
| Whitney Houston                  | "I Want To Dance With Somebody"                       |                 |
| Wilson Phillips                  | "Hold On"                                             |                 |
| Wizzard                          | "I Wish It Could Be Christmas Every Day"              |                 |
| The Zutons                       | "Oh Stacey (Look What You've Done!)"                  |                 |
| The Zutons                       | "Why Won't You Give Me Your Love?"                    |                 |

| SingStar PS3                         |                                    |
| Arkol                                | "Vingt ans"                        |
| Bénabar                              | "Y'a une fille qu'habite chez moi" |
| Emmanuel Moire                       | "Le Sourire"                       |
| Eskobar Avec Emma Daumas             | "You Got Me"                       |
| Jane Fostin en dúo avec Medhy Custos | "Pas de glace"                     |
| Kyo                                  | "Dernière danse"                   |
| Kyo featuring Sita                   | "Le chemin"                        |
| Lââm                                 | "Petite sœur"                      |
| Lynnsha                              | "S'Evader"                         |
| Pearl                                | "J'ai Des Choses À Te Dire"        |
| Têtes Raide                          | "Fragile"                          |
| Willy Denzey                         | "Le Mur Du Son"                    |
| Willy Denzey                         | "L'Orphelin"                       |

| SingStar PS3      |                               |
| Alexia            | "Egoísta"                     |
| Alexia            | "Da Grande"                   |
| Daniele Silvestri | "Salirò"                      |
| Fiorello          | "Vivere A Colori"             |
| Gruppo Italiano   | "Tropicana"                   |
| Litfiba           | "El Diablo"                   |
| Loredana Berté    | "Il Mare D'Inverno"           |
| Luca Di Risio     | "Calma e sangue freddo"       |
| Paola & Chiara    | "Blu"                         |
| Paola & Chiara    | "Vamos A Bailar"              |
| Simone Cristicchi | "Vorrei Cantare Come Biagio " |
| Subsonica         | "Nuova Ossessione"            |
| Subsonica         | "Tutti I Miei Sbagli "        |

| SingStar PS3             |                                                 |
| 2raumwohnung             | "Besser Geht's Nicht"                           |
| Buddy                    | "Ab In Den Süden"                               |
| Clueso                   | "Kein Bock Zu Geh'n"                            |
| Die Fantastischen Vier   | "Geboren"                                       |
| Die Fantastischen Vier   | "Sie Ist Weg"                                   |
| Die Familie              | "Und Tschüss"                                   |
| Franziska                | "Schau Mir Ins Gesicht"                         |
| Glashaus                 | "Haltet Die Welt An"                            |
| Laith Al-Deen            | "Alles An Dir"                                  |
| Laith Al-Deen            | "Leb Den Tag"                                   |
| Laith Al-Deen            | "Bilder von Dir"                                |
| Maya Saban & Cosmo Klein | "Das Alles Ändert Nichts Daran"                 |
| MIA.                     | "Tanz Der Moleküle"                             |
| MIA.                     | "Zirkus"                                        |
| Münchener Freiheit       | "Ohne Dich (Schlaf' Ich Heut' Nacht Nicht Ein)" |
| Nena                     | "99 Luftballons"                                |
| Oomph!                   | "Augen Auf"                                     |
| Pohlmann                 | "Wenn Jetzt Sommer Wär "                        |
| Pur                      | "Abenteuerland"                                 |
| Revolverheld             | "Die Welt Steht Still"                          |
| Revolverheld             | "Freunde Bleiben"                               |
| Revolverheld             | "Ich werd' die Welt verändern"                  |
| Revolverheld             | "Mit Dir Chilln"                                |
| Rio Reiser               | "König Von Deutschland"                         |
| Sebastian Hämer          | "Sommer Unseres Lebens"                         |
| Selig                    | "Ist Es Wichtig?"                               |
| Wir sind Helden          | "Aurélie"                                       |
| Wir sind Helden          | "Denkmal"                                       |
| Wir sind Helden          | "Nur ein Wort"                                  |
| Wir sind Helden          | "Soundso"                                       |
| Wir sind Helden          | "Von hier an blind"                             |
| Yvonne Catterfeld        | "Erinner Mich Dich Zu Vergessen"                |

| SingStar PS3  |                          |
| Benny Neyma   | "Vrijgezel "             |
| De Kast       | "Morgen Wordt Het Beter" |
| Erik Mesie    | "Zonder Jou"             |
| Frank Noeijen | "Kronenburg Park"        |
| Koos Alberts  | "Zijn Het Je Ogen"       |

| SingStar PS3                   |                                |
| Johnny Deluxe                  | "Drenge Som Mig"               |
| Johnny Deluxe Ft. Anna Nordell | "Drommer Jeg?"                 |
| Rasmus Nohr                    | "Sommer I Europa"              |
| Swan Lee                       | "I Don't Mind"                 |
| TV-2                           | "De Forste Kaerester Pa Manen" |

| SingStar PS3      |                          |
| Bigbang           | "Girl in Oslo"           |
| Jan Eggum         | "På'an igjen"            |
| Kaptein Sabeltann | "Vi seiler vår egen sjø" |
| Philip and Sandra | "Sommerflørt"            |

| SingStar PS3           |                           |
| After Dark             | "La Dolce Vita"           |
| Anna Book              | "ABC"                     |
| Basshunter             | "Boten Anna"              |
| Brandsta City Släckers | "Kom Och Ta Mig"          |
| Carola                 | "Fångad av en stormvind"  |
| Freestyle              | "Fantasi"                 |
| Lena Philipsson        | "Det gör ont"             |
| Lisa Nilsson           | "Himlen runt hörnet"      |
| Mauro Scocco           | "Sarah"                   |
| Patrik Isaksson        | "Hos dig är jag underbar" |
| Ratata And Frida       | "Så Länge Vi Har Varann"  |

| SingStar PS3               |                     |
| Entre Aspas                | "Uma Pequena Flor"  |
| Mesa c/ Rui Reininho       | "Luz Vaga"          |
| Los Hermanos               | "Anna Júlia"        |
| Paulo Gonzo                | "Sei-te de Cor"     |
| Paulo Gonzo c/ Olavo Bilac | "Jardins Proibidos" |
| The Gift                   | "Fácil de Entender" |

| Catálogo Español         | Catálogo Español                          |                                               |
| Artista                  | Canción                                   | Disponible también en                         |
| ------------------------ | ----------------------------------------- | --------------------------------------------- |
| SingStar PS3             |                                           |                                               |
| Alaska y Dinarama        | "A quién le importa"                      | Singstar La edad de Oro del pop Español (PS2) |
| Alaska y los Pegamoides  | "Bailando"                                | Singstar La edad de Oro del pop Español (PS2) |
| Alejandro Sanz           | "No Es Lo Mismo"                          | Singstar Party (PS2)                          |
| Alejandro Sanz           | "Y, ¿Si Fuera Ella?"                      | Singstar Latino (PS2)                         |
| Álex Ubago               | "Sin Miedo A Nada"                        | Singstar Party (PS2)                          |
| Amaral                   | "El Universo Sobre Mí"                    | Singstar Pop (PS2)                            |
| Amaral                   | "Revolución"                              | Singstar Rocks! (PS2)                         |
| Amaral                   | "Sin ti no soy nada "                     | Singstar Pop (PS2)                            |
| Amistades Peligrosas     | "Estoy Por Ti"                            | Singstar Pop (PS2)                            |
| Antonio Flores           | "No Dudaría"                              | Singstar La edad de Oro del pop Español (PS2) |
| Café Quijano             | "La Lola"                                 | Singstar Party (PS2)                          |
| Dover                    | "Serenade"                                | Singstar Rocks! (PS2)                         |
| Edurne                   | "Amores Dormidos"                         | Singstar Pop Hits 40 Principales (PS2)        |
| Ella baila sola          | "Cuando Los Sapos Bailen Flamenco"        | Singstar Pop (PS2)                            |
| Ella baila sola          | "Lo Echamos A Suertes"                    | Singstar Pop (PS2)                            |
| El Canto del Loco        | "Besos"                                   | Singstar Rocks! (PS2)                         |
| Ejecutivos Agresivos     | "Mari Pili"                               | Singstar La edad de Oro del pop Español (PS2) |
| Extremoduro              | "So Payaso"                               | Singstar Rocks! (PS2)                         |
| Fangoria                 | "Retorciendo Palabras"                    | Singstar Party (PS2)                          |
| Gabinete Caligari        | "La Culpa Fue Del Cha-Cha-Cha"            | Singstar Pop (PS2)                            |
| Gloria Estefan           | "Hoy"                                     | Singstar (PS2)                                |
| Héroes del Silencio      | "Iberia Sumergida"                        | Singstar Pop (PS2)                            |
| Héroes del Silencio      | "Maldito Duende"                          | Singstar Rocks!(PS2)                          |
| Héroes del Silencio      | "Mar adentro"                             | Singstar Pop (PS2)                            |
| Joaquín Sabina           | "El Blues De Lo Que Pasa Por Mi Escalera" | Singstar Rocks! (PS2)                         |
| Loquillo Y Trogloditas   | "Cadillac solitario"                      | Singstar Pop (PS2)                            |
| Loquillo Y Trogloditas   | "Ritmo del garaje"                        | Singstar Rocks! (PS2)                         |
| M-Clan                   | "Carolina"                                | Singstar Party (PS2)                          |
| Medina Azahara           | "Necesito Respirar"                       | Singstar Rocks! (PS2)                         |
| Miguel Bosé              | "Morenamía"                               | Singstar Latino (PS2)                         |
| Mürfila                  | "Loko"                                    | Singstar Party (PS2)                          |
| Natalia Lafourcade       | "En El 2000"                              | Singstar (PS2)                                |
| Las Niñas                | "Ojú!"                                    | Singstar Pop (PS2)                            |
| La Oreja de Van Gogh     | "20 de enero"                             | Singstar (PS2)                                |
| La Oreja de Van Gogh     | "Dulce locura"                            | Singstar Pop hits 40 principales(PS2)         |
| La Oreja de Van Gogh     | "Muñeca de trapo"                         | Singstar Latino (PS2)                         |
| La Oreja de Van Gogh     | "Puedes contar conmigo"                   | Singstar (PS2)                                |
| La Oreja de Van Gogh     | "Rosas"                                   | Singstar Party (PS2)                          |
| Pastora Soler            | "Dámelo Ya"                               | Singstar Pop (PS2)                            |
| Patricia Manterola       | "Que El Ritmo No Pare"                    | Singstar Latino (PS2)                         |
| Pereza                   | "Pienso En Aquella Tarde"                 | Singstar Rocks! (PS2)                         |
| Presuntos Implicados     | "Cómo hemos cambiado"                     | Singstar Party (PS2)                          |
| Los Ronaldos             | "Adiós papa"                              | Singstar La edad de Oro del pop Español (PS2) |
| Los Rebeldes             | "Mediterráneo"                            | Singstar La edad de Oro del pop Español (PS2) |
| Rosario                  | "Mi Gato"                                 | Singstar (PS2)                                |
| Saratoga                 | "Perro Traidor"                           | ¿?                                            |
| Seguridad Social         | "Chiquilla"                               | Singstar Party (PS2)                          |
| Seguridad Social         | "Quiero Tener Tu Presencia"               | Singstar Rocks! (PS2)                         |
| Las Supremas de Móstoles | "Eres Un Enfermo"                         | Singstar Pop (PS2)                            |
| Zombies                  | "Groenlandia"                             | Singstar La edad de Oro del pop Español (PS2) |

| Catálogo Inglés                  | Catálogo Inglés                                       | Catálogo Inglés |
| Artista                          | Canción                                               |                 |
| -------------------------------- | ----------------------------------------------------- | --------------- |
| SingStar PS3                     |                                                       |                 |
| A-ha                             | "Hunting High And Low"                                |                 |
| A-ha                             | "I've Been Losing You"                                |                 |
| A-ha                             | "The Sun Always Shines On TV"                         |                 |
| A-ha                             | "Take on Me"                                          |                 |
| Alice Cooper                     | "Poison"                                              |                 |
| Alison Moyet                     | "All Cried Out"                                       |                 |
| All Saints                       | "Never Ever"                                          |                 |
| Alphabeat                        | "Fantastic 6"                                         |                 |
| Andreas Johnson                  | "Glorious"                                            |                 |
| Arrested Development             | "Tennessee"                                           |                 |
| Ash                              | "Girl From Mars"                                      |                 |
| Ash                              | "Goldfinger"                                          |                 |
| Ash                              | "Kung Fu"                                             |                 |
| Ash                              | "Shining Light"                                       |                 |
| Aslan                            | "This Is"                                             |                 |
| Augie March                      | "One Crowded Hour"                                    |                 |
| Avril Lavigne                    | "Complicated"                                         |                 |
| Avril Lavigne                    | "I'm with You"                                        |                 |
| Avril Lavigne                    | "My Happy Ending"                                     |                 |
| Bananarama                       | "Venus"                                               |                 |
| The Beach Boys                   | "Good Vibrations"                                     |                 |
| The Bees                         | "Chicken Payback"                                     |                 |
| Belinda Carlisle                 | "Heaven Is a Place on Earth"                          |                 |
| Beth Orton                       | "She Cries Your Name"                                 |                 |
| Big Brovaz                       | "Nu-Flow"                                             |                 |
| Billy Joel                       | "I Go To Extremes"                                    |                 |
| Billy Joel                       | "Just The Way You Are"                                |                 |
| Billy Joel                       | "Piano Man"                                           |                 |
| Billy Joel                       | "Uptown Girl"                                         |                 |
| Billy Joel                       | "We Didn't Start The Fire"                            |                 |
| Billy Ocean                      | "Caribbean Queen"                                     |                 |
| Blind Melon                      | "No Rain"                                             |                 |
| Bloc Party                       | "Banquet"                                             |                 |
| Blondie                          | "Atomic"                                              |                 |
| Blondie                          | "Hanging on the Telephone"                            |                 |
| Blondie                          | "Heart of Glass"                                      |                 |
| Blu Cantrell                     | "Hit 'em Up Style (Oops!)"                            |                 |
| Blur                             | "End of a Century"                                    |                 |
| Blur                             | "Girls & Boys"                                        |                 |
| Blur                             | "Parklife"                                            |                 |
| Blur                             | "She's So High"                                       |                 |
| Blur                             | "Song 2"                                              |                 |
| Blur                             | "The Universal"                                       |                 |
| Blur                             | "To the End"                                          |                 |
| Bonnie Tyler                     | "Total Eclipse Of The Heart"                          |                 |
| Brian Ferry                      | "Let's Stick Together"                                |                 |
| Britney Spears                   | "Baby One More Time"                                  |                 |
| Buzzcocks                        | "Ever Fallen in Love (With Someone You Shouldn't've)" |                 |
| CartelCartel                     | "Honestly"                                            |                 |
| Cartel                           | "Lose It"                                             |                 |
| The Clash                        | "Should I Stay Or Should I Go"                        |                 |
| Coldplay                         | "Shiver"                                              |                 |
| Coldplay                         | "Speed Of Sound"                                      |                 |
| Coldplay                         | "The Scientist"                                       |                 |
| Coldplay                         | "Yellow"                                              |                 |
| The Coral                        | "Dreaming Of You"                                     |                 |
| The Coral                        | "Pass It On"                                          |                 |
| Corinne Bailey Rae               | "Like a Star"                                         |                 |
| Crash Test Dummies               | "Mmm Mmm Mmm Mmm"                                     |                 |
| The Creeps                       | "Ooh I Like It!"                                      |                 |
| Culture Club                     | "Do You Really Want To Hurt Me?"                      |                 |
| Cutting Crew                     | "(I Just) Died in Your Arms"                          |                 |
| Cyndi Lauper                     | "Girls Just Want to Have Fun"                         |                 |
| The Dandy Warhols                | "Bohemian Like You"                                   |                 |
| Daniel Lindström                 | "Coming True"                                         |                 |
| Darin                            | "Money For Nothing"                                   |                 |
| The Darkness                     | "I Believe In A Thing Called Love"                    |                 |
| David Bowie                      | "Heroes"                                              |                 |
| David Bowie                      | "Let's Dance"                                         |                 |
| David Bowie                      | "Life on Mars?"                                       |                 |
| Delta Goodrem                    | "Born to Try"                                         |                 |
| Depeche Mode                     | "Enjoy The Silence"                                   |                 |
| Depeche Mode                     | "Shake The Disease"                                   |                 |
| Divinyls                         | "I Touch Myself"                                      |                 |
| DJ Jazzy Jeff & The Fresh Prince | "Summertime"                                          |                 |
| Don McLean                       | "American Pie"                                        |                 |
| Doves                            | "Black and White Town"                                |                 |
| Dragon                           | "April Sun In Cuba"                                   |                 |
| Duran Duran                      | "Hungry Like the Wolf"                                |                 |
| Duran Duran                      | "Is There Something I Should Know"                    |                 |
| Duran Duran                      | "Rio"                                                 |                 |
| Duran Duran                      | "The Reflex"                                          |                 |
| Duran Duran                      | "Union Of The Snake"                                  |                 |
| Editors                          | "Smokers Outside the Hospital Doors"                  |                 |
| Editors                          | "Múnich"                                              |                 |
| Elvira Nickolaisen               | "Egypt Song"                                          |                 |
| Elvis Presley                    | "Suspicious Minds"                                    |                 |
| En Vogue                         | "Free Your Mind"                                      |                 |
| End Of Fashion                   | "Oh Yeah"                                             |                 |
| Erasure                          | "A Little Respect"                                    |                 |
| Erik Faber                       | "Not Over"                                            |                 |
| Europe                           | "The Final Countdown"                                 |                 |
| Fairground Attraction            | "Perfect"                                             |                 |
| Faith No More                    | "Easy"                                                |                 |
| Feeder                           | "Buck Rogers"                                         |                 |
| Five                             | "Keep On Movin'"                                      |                 |
| The Flaming Lips                 | "Yeah Yeah Yeah Song"                                 |                 |
| The Fray                         | "Over My Head (Cable Car)"                            |                 |
| The Fray                         | "How to Save a Life"                                  |                 |
| Golden Earring                   | "Radar Love"                                          |                 |
| Good Charlotte                   | "I Just Wanna Live"                                   |                 |
| Graham Coxon                     | "Standing on My Own Again"                            |                 |
| Graham Coxon                     | "You And I"                                           |                 |
| Guano Apes                       | "You Can’t Stop Me"                                   |                 |
| Hard-Fi                          | "Hard to Beat"                                        |                 |
| Hawkwind                         | "Silver Machine"                                      |                 |
| The Hives                        | "Hate To Say I Told You So"                           |                 |
| The Hives                        | "Main Offender"                                       |                 |
| The Hoosiers                     | "Cops and Robbers"                                    |                 |
| The Hoosiers                     | "Goodbye Mr A"                                        |                 |
| Idlewild                         | "Love Steals Us from Loneliness"                      |                 |
| Idlewild                         | "You Held the World in Your Arms"                     |                 |
| Jamelia                          | "Superstar"                                           |                 |
| Jamelia                          | "Stop"                                                |                 |
| James Dean Bradfield             | "That's No Way to Tell a Lie"                         |                 |
| Jamiroquai                       | "Cosmic Girl"                                         |                 |
| Jamiroquai                       | "Deeper Underground"                                  |                 |
| Jill Johnson                     | "Crazy In Love"                                       |                 |
| Joy División                     | "Love Will Tear Us Apart"                             |                 |
| KT Tunstall                      | "Black Horse and the Cherry Tree"                     |                 |
| KT Tunstall                      | "Suddenly I See"                                      |                 |
| Kasabian                         | "Club Foot"                                           |                 |
| Kasabian                         | "L.S.F."                                              |                 |
| Katrina and the Waves            | "Walking on Sunshine"                                 |                 |
| Kine                             | "In The Air Tonight"                                  |                 |
| Lemar                            | "It's Not That Easy"                                  |                 |
| Len                              | "Steal My Sunshine"                                   |                 |
| Lightning Seeds                  | "Three Lions"                                         |                 |
| Lordi                            | "Hard Rock Hallelujah"                                |                 |
| Manic Street Preachers           | "A Design for Life"                                   |                 |
| Manic Street Preachers           | "Everything Must Go"                                  |                 |
| Manic Street Preachers           | "La Tristesse Durera (Scream to a Sigh)"              |                 |
| Maria Mena                       | "My Lullaby"                                          |                 |
| Maria Mena                       | "You're The Only One"                                 |                 |
| Marillion                        | "Incommunicado"                                       |                 |
| Marillion                        | "Kayleigh"                                            |                 |
| Mark Medlock                     | "Now Or Never"                                        |                 |
| Mark Medlock & Dieter Bohlen     | "You Can Get It"                                      |                 |
| Maxïmo Park                      | "Apply Some Pressure"                                 |                 |
| Maxïmo Park                      | "Books From Boxes"                                    |                 |
| Maxïmo Park                      | "Girls Who Play Guitars"                              |                 |
| Maxïmo Park                      | "Graffiti"                                            |                 |
| Maxïmo Park                      | "Going Missing"                                       |                 |
| Maxïmo Park                      | "I Want You To Stay"                                  |                 |
| Maxïmo Park                      | "The Coast Is Always Changing"                        |                 |
| MC Hammer                        | "U Can't Touch This"                                  |                 |
| Mel & Kim                        | "Respectable"                                         |                 |
| Men at Work                      | "Down Under"                                          |                 |
| Mercury Rev                      | "Goddess on a Hiway"                                  |                 |
| Meredith Brooks                  | "Bitch"                                               |                 |
| Moloko                           | Sing It Back                                          |                 |
| The Monkees                      | "Daydream Believer"                                   |                 |
| Mr Big                           | "To Be With You"                                      |                 |
| Natalie Imbruglia                | "Torn"                                                |                 |
| Nena                             | "99 Red Balloons"                                     |                 |
| Opus X                           | "Loving You Girl"                                     |                 |
| Paddy Casey                      | "Saints and Sinners"                                  |                 |
| Paddy Casey                      | "Whatever Gets You True"                              |                 |
| Paula Abdul                      | "Opposites Attract"                                   |                 |
| Peabo Bryson & Roberta Flack     | "Tonight I Celebrate My Love"                         |                 |
| Pet Shop Boys                    | "Always on My Mind"                                   |                 |
| Petula Clark                     | "Downtown"                                            |                 |
| Pink                             | "Just Like a Pill"                                    |                 |
| Placebo                          | "Pure Morning"                                        |                 |
| Razorlight                       | "America"                                             |                 |
| Reamonn                          | "Supergirl"                                           |                 |
| R.E.M.                           | Everybody Hurts                                       |                 |
| Roachford                        | "Only To Be With You"                                 |                 |
| Robbie Williams                  | "Let Me Entertain You"                                |                 |
| Robyn                            | "Show me love"                                        |                 |
| Rooster                          | "Come Get Some"                                       |                 |
| Roxy Music                       | "Avalon"                                              |                 |
| Roxy Music                       | "Jealous Guy"                                         |                 |
| Roxy Music                       | "Love Is The Drug"                                    |                 |
| Roy Orbison                      | "Oh Pretty Woman"                                     |                 |
| Roy Orbison                      | "Only The Lonely (Know The Way I Feel)"               |                 |
| Run DMC                          | "It's Tricky"                                         |                 |
| Sade                             | "Smooth Operator"                                     |                 |
| Scouting For Girls               | "Elvis Ain't Dead"                                    |                 |
| Scouting For Girls               | "She's So Lovely"                                     |                 |
| Scouting For Girls               | "Heartbeat"                                           |                 |
| The Screaming Jets               | "Better"                                              |                 |
| Shannon Noll                     | "What About Me"                                       |                 |
| Shocking Blue                    | "Venus"                                               |                 |
| Silverchair                      | "Tomorrow"                                            |                 |
| Sister Sledge                    | "We Are Family"                                       |                 |
| Spice Girls                      | "Wannabe"                                             |                 |
| Spice Girls                      | "Who Do You Think You Are?"                           |                 |
| Spin Doctors                     | "Two Princes"                                         |                 |
| Steps                            | "Deeper Shade of Blue"                                |                 |
| Stereophonics                    | "Dakota"                                              |                 |
| Steriogram                       | "Walkie Talkie Man"                                   |                 |
| Stereophonics                    | "The Bartender And The Thief"                         |                 |
| Supergrass                       | "Pumping on Your Stereo"                              |                 |
| Supergrass                       | "Richard III"                                         |                 |
| Supergrass                       | "Sun Hits the Sky"                                    |                 |
| Take That feat. Lulu             | "Relight My Fire"                                     |                 |
| Ten Sharp                        | "You"                                                 |                 |
| Terence Trent D’Arby             | "Wishing Well"                                        |                 |
| Terence Trent D’Arby             | "If You Let Me Stay"                                  |                 |
| The Thrills                      | "One Horse Town"                                      |                 |
| The Thrills                      | "Santa Cruz (You're Not That Far)"                    |                 |
| Travis                           | "Sing"                                                |                 |
| Trio Rio                         | "New York, Rio, Tokyo"                                |                 |
| UB40                             | "Red Red Wine"                                        |                 |
| The Undertones                   | "Teenage Kicks"                                       |                 |
| The Vines                        | Get Free                                              |                 |
| The Weather Girls                | "It's Raining Men"                                    |                 |
| Westlife                         | "Queen of My Heart"                                   |                 |
| Westlife                         | "World of Our Own"                                    |                 |
| Whitney Houston                  | "Greatest Love of All"                                |                 |
| Whitney Houston                  | "I Want To Dance With Somebody"                       |                 |
| Wilson Phillips                  | "Hold On"                                             |                 |
| Wizzard                          | "I Wish It Could Be Christmas Every Day"              |                 |
| The Zutons                       | "Oh Stacey (Look What You've Done!)"                  |                 |
| The Zutons                       | "Why Won't You Give Me Your Love?"                    |                 |

| SingStar PS3                         |                                    |
| Arkol                                | "Vingt ans"                        |
| Bénabar                              | "Y'a une fille qu'habite chez moi" |
| Emmanuel Moire                       | "Le Sourire"                       |
| Eskobar Avec Emma Daumas             | "You Got Me"                       |
| Jane Fostin en dúo avec Medhy Custos | "Pas de glace"                     |
| Kyo                                  | "Dernière danse"                   |
| Kyo featuring Sita                   | "Le chemin"                        |
| Lââm                                 | "Petite sœur"                      |
| Lynnsha                              | "S'Evader"                         |
| Pearl                                | "J'ai Des Choses À Te Dire"        |
| Têtes Raide                          | "Fragile"                          |
| Willy Denzey                         | "Le Mur Du Son"                    |
| Willy Denzey                         | "L'Orphelin"                       |

| SingStar PS3      |                               |
| Alexia            | "Egoísta"                     |
| Alexia            | "Da Grande"                   |
| Daniele Silvestri | "Salirò"                      |
| Fiorello          | "Vivere A Colori"             |
| Gruppo Italiano   | "Tropicana"                   |
| Litfiba           | "El Diablo"                   |
| Loredana Berté    | "Il Mare D'Inverno"           |
| Luca Di Risio     | "Calma e sangue freddo"       |
| Paola & Chiara    | "Blu"                         |
| Paola & Chiara    | "Vamos A Bailar"              |
| Simone Cristicchi | "Vorrei Cantare Come Biagio " |
| Subsonica         | "Nuova Ossessione"            |
| Subsonica         | "Tutti I Miei Sbagli "        |

| SingStar PS3             |                                                 |
| 2raumwohnung             | "Besser Geht's Nicht"                           |
| Buddy                    | "Ab In Den Süden"                               |
| Clueso                   | "Kein Bock Zu Geh'n"                            |
| Die Fantastischen Vier   | "Geboren"                                       |
| Die Fantastischen Vier   | "Sie Ist Weg"                                   |
| Die Familie              | "Und Tschüss"                                   |
| Franziska                | "Schau Mir Ins Gesicht"                         |
| Glashaus                 | "Haltet Die Welt An"                            |
| Laith Al-Deen            | "Alles An Dir"                                  |
| Laith Al-Deen            | "Leb Den Tag"                                   |
| Laith Al-Deen            | "Bilder von Dir"                                |
| Maya Saban & Cosmo Klein | "Das Alles Ändert Nichts Daran"                 |
| MIA.                     | "Tanz Der Moleküle"                             |
| MIA.                     | "Zirkus"                                        |
| Münchener Freiheit       | "Ohne Dich (Schlaf' Ich Heut' Nacht Nicht Ein)" |
| Nena                     | "99 Luftballons"                                |
| Oomph!                   | "Augen Auf"                                     |
| Pohlmann                 | "Wenn Jetzt Sommer Wär "                        |
| Pur                      | "Abenteuerland"                                 |
| Revolverheld             | "Die Welt Steht Still"                          |
| Revolverheld             | "Freunde Bleiben"                               |
| Revolverheld             | "Ich werd' die Welt verändern"                  |
| Revolverheld             | "Mit Dir Chilln"                                |
| Rio Reiser               | "König Von Deutschland"                         |
| Sebastian Hämer          | "Sommer Unseres Lebens"                         |
| Selig                    | "Ist Es Wichtig?"                               |
| Wir sind Helden          | "Aurélie"                                       |
| Wir sind Helden          | "Denkmal"                                       |
| Wir sind Helden          | "Nur ein Wort"                                  |
| Wir sind Helden          | "Soundso"                                       |
| Wir sind Helden          | "Von hier an blind"                             |
| Yvonne Catterfeld        | "Erinner Mich Dich Zu Vergessen"                |

| SingStar PS3  |                          |
| Benny Neyma   | "Vrijgezel "             |
| De Kast       | "Morgen Wordt Het Beter" |
| Erik Mesie    | "Zonder Jou"             |
| Frank Noeijen | "Kronenburg Park"        |
| Koos Alberts  | "Zijn Het Je Ogen"       |

| SingStar PS3                   |                                |
| Johnny Deluxe                  | "Drenge Som Mig"               |
| Johnny Deluxe Ft. Anna Nordell | "Drommer Jeg?"                 |
| Rasmus Nohr                    | "Sommer I Europa"              |
| Swan Lee                       | "I Don't Mind"                 |
| TV-2                           | "De Forste Kaerester Pa Manen" |

| SingStar PS3      |                          |
| Bigbang           | "Girl in Oslo"           |
| Jan Eggum         | "På'an igjen"            |
| Kaptein Sabeltann | "Vi seiler vår egen sjø" |
| Philip and Sandra | "Sommerflørt"            |

| SingStar PS3           |                           |
| After Dark             | "La Dolce Vita"           |
| Anna Book              | "ABC"                     |
| Basshunter             | "Boten Anna"              |
| Brandsta City Släckers | "Kom Och Ta Mig"          |
| Carola                 | "Fångad av en stormvind"  |
| Freestyle              | "Fantasi"                 |
| Lena Philipsson        | "Det gör ont"             |
| Lisa Nilsson           | "Himlen runt hörnet"      |
| Mauro Scocco           | "Sarah"                   |
| Patrik Isaksson        | "Hos dig är jag underbar" |
| Ratata And Frida       | "Så Länge Vi Har Varann"  |

| SingStar PS3               |                     |
| Entre Aspas                | "Uma Pequena Flor"  |
| Mesa c/ Rui Reininho       | "Luz Vaga"          |
| Los Hermanos               | "Anna Júlia"        |
| Paulo Gonzo                | "Sei-te de Cor"     |
| Paulo Gonzo c/ Olavo Bilac | "Jardins Proibidos" |
| The Gift                   | "Fácil de Entender" |

### Packs de canciones SingStore
Los packs de canciones SingStore son conjuntos de 5 canciones, que se publican regularmente y que comparten una temática definida, ya sea por épocas ('80s, '90s...), por géneros (Rock, Pop... etc) o por otros eventos (Especiales Navidad, especiales de una banda, etc). Normalmente los conjuntos se forman con canciones incluidas en la amplia saga de títulos de SingStar, aunque a veces esto se aprovecha para publicar nuevos temas en SingStore.
| Pack "'80s"     | Pack "'80s"                          | Pack "'80s"           |
| Artista         | Canción                              | Ya incluida en...     |
| --------------- | ------------------------------------ | --------------------- |
| '80s            |                                      |                       |
| Cutting Crew    | "(I Just) Died In Your Arms Tonight" | SingStar Rock Ballads |
| David Bowie     | "Let's Dance"                        | SingStar Summer Party |
| Paula Abdul     | "Opposites Attract"                  |                       |
| T'Pau           | "China In Your Hands"                | SingStar Rock Ballads |
| Whitney Houston | "I Wanna Dance With Somebody"        | SingStar Anthems      |

| Pack "Best Of 2008" | Pack "Best Of 2008"   | Pack "Best Of 2008"   |
| Artista             | Canción               | Ya incluida en...     |
| ------------------- | --------------------- | --------------------- |
| Best Of 2008        |                       |                       |
| Glasvegas           | "Daddy's Gone"        |                       |
| Hot Chip            | "Ready For The Floor" |                       |
| Santogold           | "L.E.S Artistes"      |                       |
| The Ting Tings      | "That's Not My Name"  | SingStar Hottest Hits |
| The Wombats         | "Moving To New York"  |                       |

| Pack "Essentials Pop Stars" | Pack "Essentials Pop Stars" | Pack "Essentials Pop Stars" |
| Artista                     | Canción                     | Ya incluida en...           |
| --------------------------- | --------------------------- | --------------------------- |
| Essentials Pop Stars        |                             |                             |
| Avril Lavigne               | "Sk8er Boi"                 | SingStar Popworld           |
| Blu Cantrell                | "Hit 'Em Up Style (Oops!)"  | SingStar Party              |
| Britney Spears              | "...Baby One More Time"     | SingStar Pop Hits           |
| Natalie Imbruglia           | "Torn"                      | SingStar '90s               |
| Natasha Bedingfield         | "These Words"               | SingStar Popworld           |

| Pack "Essentials Rock Anthems " | Pack "Essentials Rock Anthems " | Pack "Essentials Rock Anthems " |
| Artista                         | Canción                         | Ya incluida en...               |
| ------------------------------- | ------------------------------- | ------------------------------- |
| Essentials Rock Anthems         |                                 |                                 |
| Bonnie Tyler                    | "Total Eclipse Of The Heart"    | SingStar Anthems                |
| Boston                          | "More Than A Feeling"           | SingStar Rock Ballads           |
| Clash                           | "Should I Stay Or Should I Go?" | SingStar Pop                    |
| Europe                          | "The Final Countdown"           | SingStar '80s                   |
| Survivor                        | "Eye Of The Tiger"              | SingStar '80s                   |

| Pack "Festive Fun" | Pack "Festive Fun"                       | Pack "Festive Fun" |
| Artista            | Canción                                  | Ya incluida en...  |
| ------------------ | ---------------------------------------- | ------------------ |
| Pack "Festive Fun" |                                          |                    |
| Babyface           | "Sleigh Ride"                            |                    |
| Céline Dion        | "Christmas Eve"                          |                    |
| Paul McCartney     | "Wonderful Christmastime"                |                    |
| Shakin' Stevens    | "Merry Christmas"                        |                    |
| Toni Braxton       | "Have Yourself A Merry Little Christmas" |                    |

| Pack "Essentials Party Starters" | Pack "Essentials Party Starters" | Pack "Essentials Party Starters" |
| Artista                          | Canción                          | Ya incluida en...                |
| -------------------------------- | -------------------------------- | -------------------------------- |
| Essentials Party Starters!       |                                  |                                  |
| Cyndi Lauper                     | "Girls Just Wanna Have Fun"      | SingStar Party                   |
| Katrina & The Waves              | "Walking On Sunshine"            | SingStar '80s                    |
| Robbie Williams                  | "Let Me Entertain You"           | SingStar Popworld                |
| Spice Girls                      | "Wannabe"                        | SingStar '90s                    |
| The Weather Girls                | "It's Raining Men"               | SingStar Anthems                 |

| Pack "Essentials Pop Classics" | Pack "Essentials Pop Classics"  | Pack "Essentials Pop Classics" |
| Artista                        | Canción                         | Ya incluida en...              |
| ------------------------------ | ------------------------------- | ------------------------------ |
| Essentials Pop Classics        |                                 |                                |
| A-ha                           | "Take On Me"                    | SingStar                       |
| Blondie                        | "Heart Of Glass"                | SingStar                       |
| Culture Club                   | "Karma Chameleon"               | SingStar '80s                  |
| Duran Duran                    | "Rio"                           | SingStar '80s                  |
| Tina Turner                    | "Whats Love Got To Do With It?" | SingStar Legends               |

| Pack "Ultimate Queen 1" | Pack "Ultimate Queen 1"          | Pack "Ultimate Queen 1" |
| Artista                 | Canción                          | Ya incluida en...       |
| ----------------------- | -------------------------------- | ----------------------- |
| Ultimate Queen 1        |                                  |                         |
| Queen                   | "Bicycle Race"                   | SingStar Queen          |
| Queen                   | "Bohemian Rhapsody"              | SingStar Queen          |
| Queen                   | "Crazy Little Thing Called Love" | SingStar Queen          |
| Queen                   | "Killer Queen"                   | SingStar Queen          |
| Queen                   | "One Vision"                     | SingStar Queen          |

| Pack "Ultimate Queen 2" | Pack "Ultimate Queen 2"      | Pack "Ultimate Queen 2" |
| Artista                 | Canción                      | Ya incluida en...       |
| ----------------------- | ---------------------------- | ----------------------- |
| Ultimate Queen 2        |                              |                         |
| Queen                   | "Another One Bites The Dust" | SingStar Queen          |
| Queen                   | "I Want It All"              | SingStar Queen          |
| Queen                   | "We Are The Champions"       | SingStar Queen          |
| Queen                   | "We Will Rock You"           | SingStar Queen          |
| Queen                   | "Who Wants to Live Forever"  | SingStar Queen          |